# Клекачка колхидская
Клека́чка колхи́дская, или Джо́нджо́ли (лат. Staphȳlea cōlchica) — вид кустарников или небольших деревьев рода Клекачка (Staphylea) семейства Клекачковые (Staphyleaceae). Редкий вид. Эндемик Кавказа. Внесен в Красную книгу. Растёт на Кавказе.

## Галерея

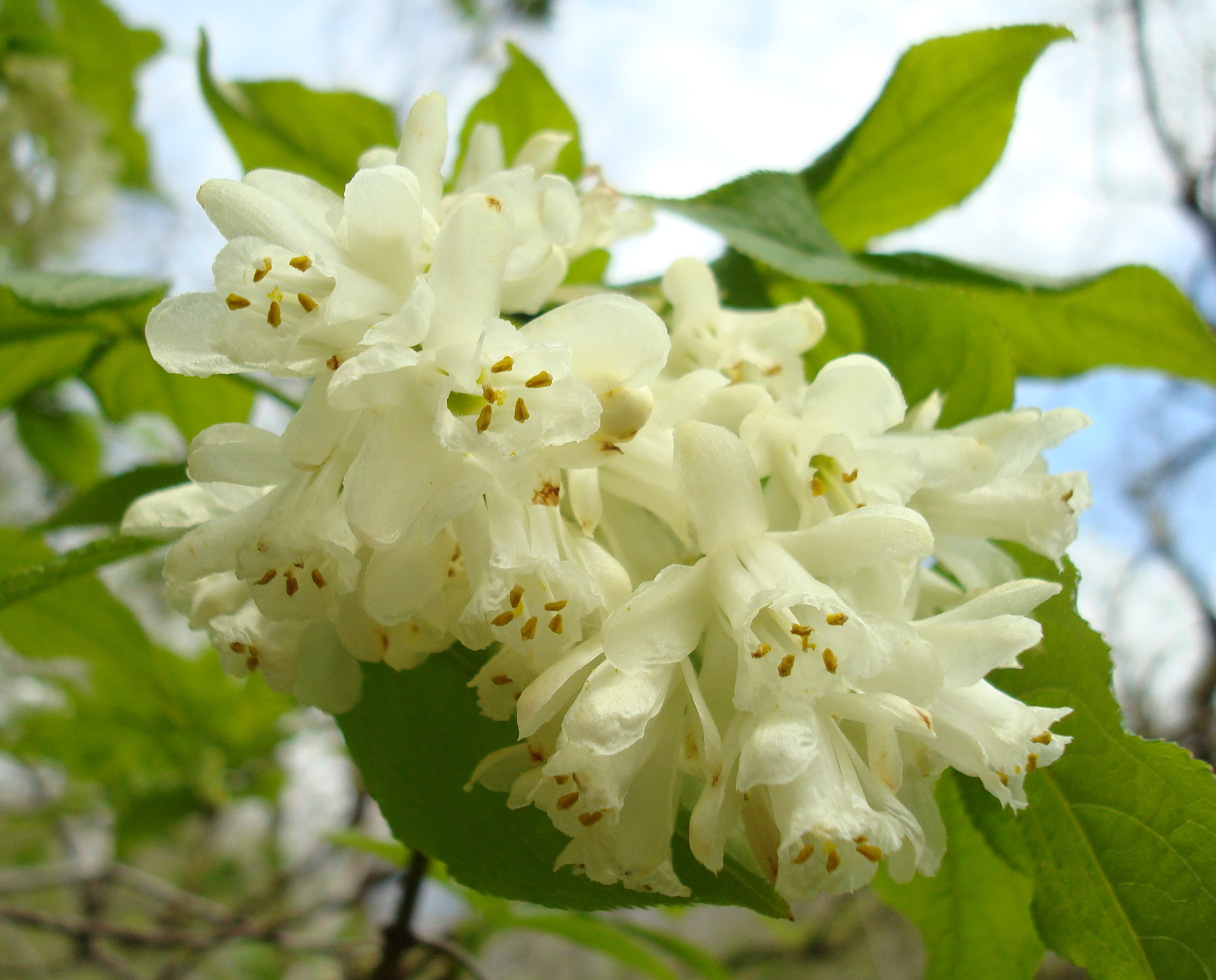
Цветы клекачки колхидской. Сочи
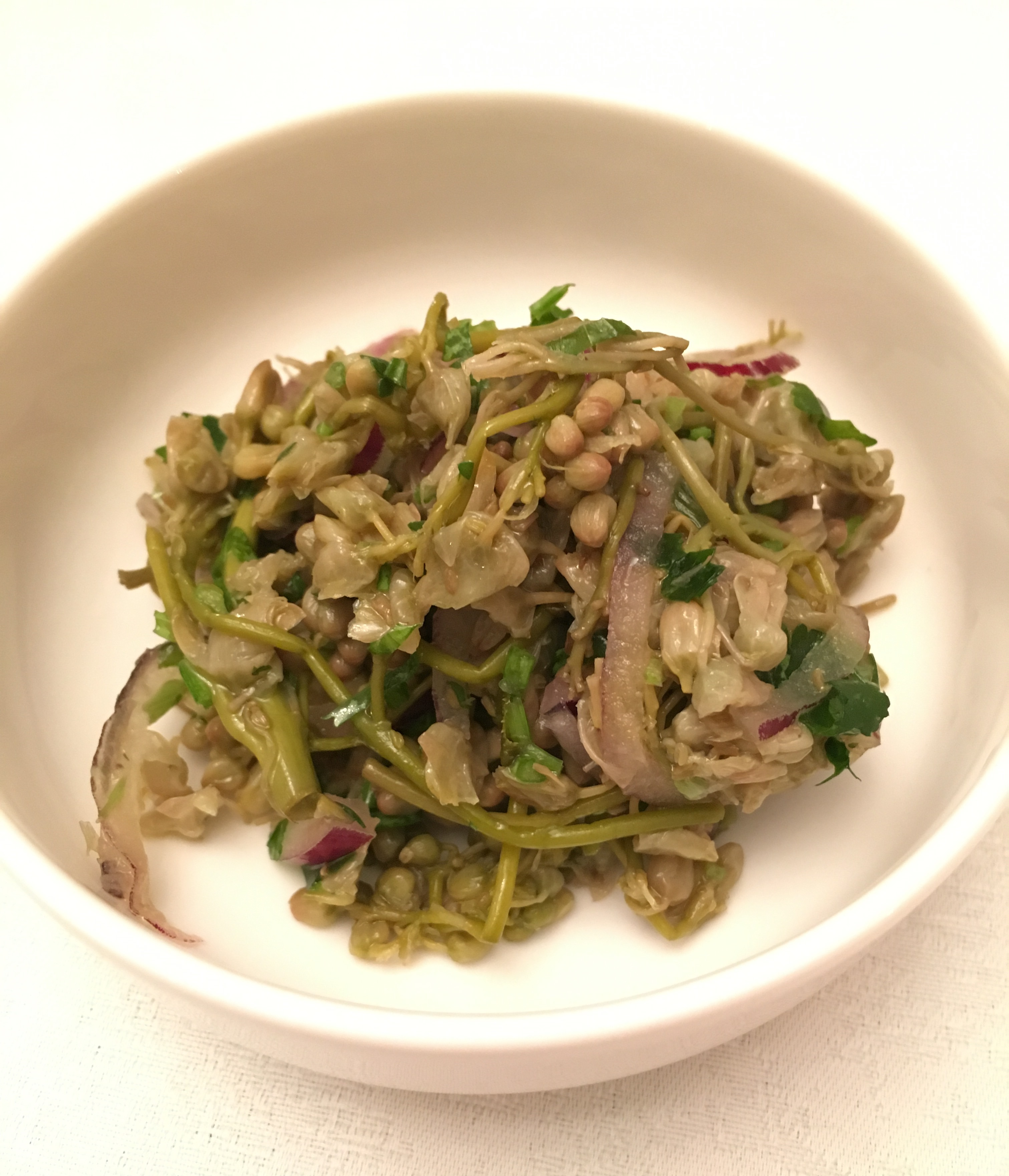
Джонджоли в маринованном виде
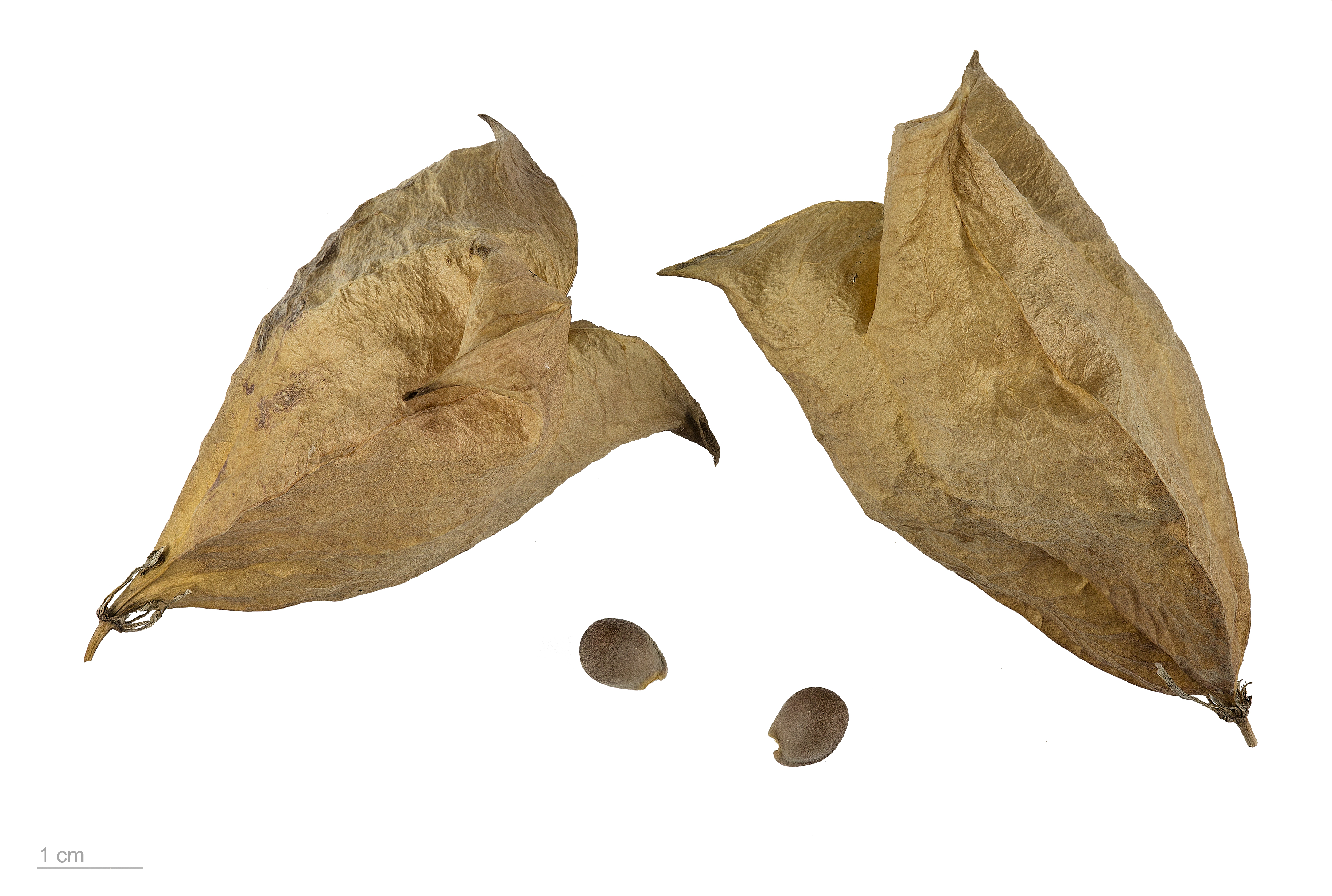
Плоды и семена

## Применение
Когда в апреле, сразу после распускания листьев, появляются собранные в кистевидные соцветия продолговатые цветочные бутоны, местные жители собирают их и засаливают вместе со всевозможными приправами — это и есть грузинские джонджоли. Иногда их называют «каперсами», поскольку на вкус они действительно очень похожи, хотя в ботаническом отношении с настоящими каперсами клекачка не в родстве.
Готовые джонджоли обычно слегка отжимают, поливают растительным маслом, посыпают нашинкованным зелёным или репчатым луком и подают как острую закуску или приправу (на 200 г джонджоли — 30 г лука, 5 г уксуса и 10 г масла). Впрочем, спектр использования джонджоли, как и каперсов, весьма широк.